# Slot Wasserberg
Het slot Wasserberg ligt in de gemeente Gaal in de Oostenrijkse deelstaat Stiermarken. Het slot is gelegen op een kleine heuvel aan de samenvloeiing van de Gaalbach en de Ingeringbach.

## Geschiedenis
In 1260 werd op de locatie van het huidige slot een burcht gebouwd in opdracht van bisschop Bernhard van Seckau. De ombouw tot slot gebeurde onder bisschop Matthias Scheit in de periode 1482-1503.
In 1844 werd het slot, na 600 jaar in het bezit van het bisdom Seckau te zijn geweest, verkocht aan Maximilian Seßler. Deze ondernam in 1848 belangrijke verbouwingen en uitbreidingen.
In de jaren daarna wisselde het slot ettelijke malen van eigenaar. Graaf Max Arco-Zinneberg, eigenaar van 1894 tot 1897, en prins Arnulf van Beieren, eigenaar van 1897 tot 1906, verbouwden het slot tot alpenhotel en kuuroord.
In 1913 werd het slot eigendom van de cisterciënzerabdij Heiligenkreuz. Tijdens de Eerste Wereldoorlog werden in het slot eerst Russische officieren en, vanaf 1915, gewonde Oostenrijkse officieren ingekwartierd. In de periode tussen de twee wereldoorlogen deed het slot dienst als vakantiekolonie. Na de Anschluss van Oostenrijk bij Duitsland werd het slot overgenomen door de Reichsforstverwaltung (de bosbouwadministratie).
In 1945 nam Stiermarken de verantwoordelijkheid voor het slot over tot het in 1950 na een rechtszaak terug in het bezit van de abdij Heiligenkreuz kwam.
Vandaag omvat het slot de administratie van een bosgebied van 11.650 hectare, huurwoningen, en vakantieverblijven voor leden van de kloosterorde.

## Cultuur
Het slot heeft vier vleugels gelegen rond een ruime binnenplaats. De ronde toren op de zuidoosthoek heeft romaanse kenmerken en is de enig overgeblevene van de oorspronkelijk vier hoektorens. De benedenverdieping van de zuid-, oost-, en noordvleugels zijn gotisch. De toren aan de noordwestelijke kant van de binnenplaats heeft een gotische onderbouw en een barokke bovenbouw. De aan de toren aangebrachte wapens zijn van bisschop Matthias Scheit, de industrieel Maximilian Seßler, en de abten Gregor Pöck en Franz Gaumannmüller.
Bij restauraties in 2013 werd in de zuidoostelijke hoek een bron uit de 15e eeuw opengelegd. In het centrum van de binnenplaats ligt een twaalf ton zware steen bekroond met een vogelsculptuur van de hand van pater Raphael Statt.
De slotkapel ligt in de noordelijke vleugel. Bij een restauratie in 1976 zijn laatgotische fresco's blootgelegd. De binnenruimte van de kapel is laatgotisch. Het altaar is neo-barok.
Voor het slot staat nog een kleine barokkapel, de Johannes Nepomuk-kapel.